# 豊幌仮乗降場

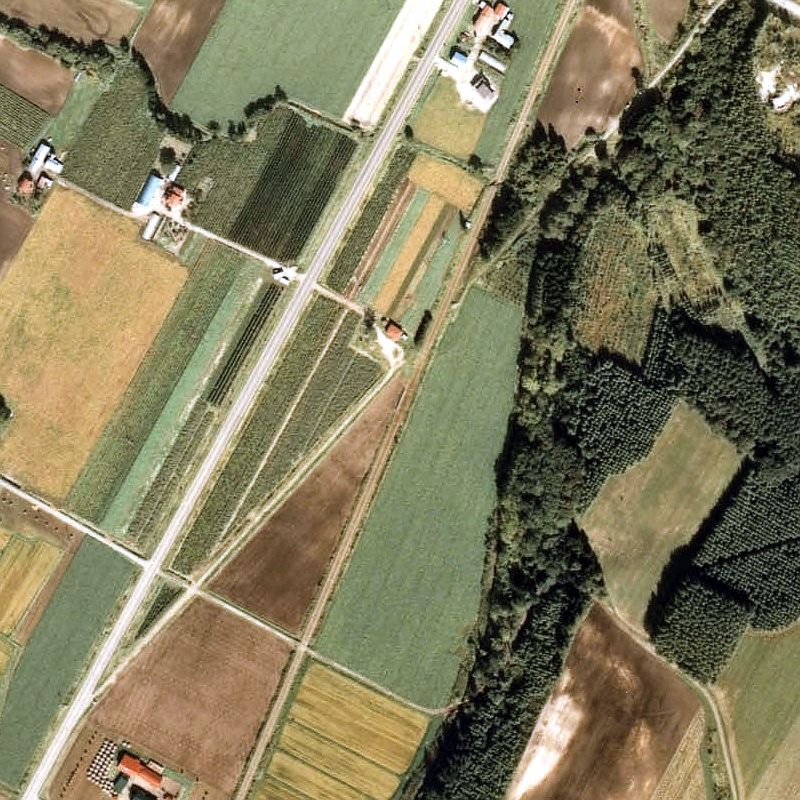
1977年の豊幌仮乗降場と周囲約500m範囲。下が北見相生方面。

豊幌仮乗降場（とよほろかりじょうこうじょう）は、北海道（網走支庁）網走郡美幌町字豊幌にかつて存在した、日本国有鉄道（国鉄）相生線の仮乗降場（廃駅）である。相生線の廃線に伴い、1985年（昭和60年）4月1日に営業を停止、廃止となった。

## 歴史
- 1955年（昭和30年）8月20日 - 日本国有鉄道相生線の豊幌仮乗降場（局設定）として開業[1]。
- 1985年（昭和60年）4月1日 - 相生線の全線廃止に伴い、営業を停止、廃止となる[1]。

## 駅周辺
- 国道240号
- 北海道北見バス「豊幌42線」停留所

## 駅跡
跡地には公民館が建てられている。

## 隣の駅
日本国有鉄道
相生線
上美幌駅 - 豊幌仮乗降場 - 活汲駅